# D56 (Tsjechië)
De Dálnice 56 of (D56) is een autosnelweg in Tsjechië. De snelweg is 33 kilometer lang en verbindt onder andere Ostrava met Frýdek-Místek. De snelweg was vroeger genummerd als expresweg R56. 
D 0 ·
D 1 ·
D 2 ·
D 3 ·
D 4 ·
D 5 ·
D 6 ·
D 7 ·
D 8 ·
D 10 ·
D 11 ·
D 35 ·
D 43 ·
D 46 ·
D 48 ·
D 49 ·
D 52 ·
D 55 ·
D 56